# Isaac Barrow
Isaac Barrow (oktober 1630 – 4. maj 1677). Han studerede i Cambridge. Han var professor i matematik, og i græsk, og han havde Isaac Newton som en af hans elever. Han var mest kendt for sit arbejde indenfor matematik.